# Joseph Patureau-Mirand
Joseph-Marie-Anselme-Paul-Julien Patureau-Mirand, né le 12 avril 1873 à Châteauroux et mort le 29 avril 1945, est un avocat et homme politique français.

## Famille
Joseph Patureau-Mirand est né dans une famille d'ancienne bourgeoisie originaire du Berry, issue au Moyen Âge, de Jehan Patureau (v.1360), notaire-juré et garde du scel de la seigneurie de Châteauroux, (Indre). Depuis sept siècles, les ancêtres bourgeois de la famille Patureau se succédèrent sans interruption à Châteauroux, en y exerçant de nombreuses fonctions de fabricants et de négociants-drapiers,   en participant à l'administration de la ville et de l'arrondissement de Châteauroux.
La ville de Châteauroux accorda les honneurs à la famille Patureau-Mirand en consacrant une place de la ville à Anselme Patureau-Mirand, frère de Joseph Patureau-Mirand.
Joseph Patureau-Mirand épousa le 12 avril 1902 Suzanne Derouet, d'une famille tourangelle.

## Biographie
Après des études au lycée de Châteauroux, Joseph Patureau-Mirand  s'orienta vers le droit. À partir de 1895 il obtint, à la faculté de Poitiers, sa licence, puis son doctorat (sa thèse, en 1899 portait sur Les tribunaux mixtes de l'Egypte) et il fut lauréat de la Faculté. Il exerça ensuite la profession d'avocat et sera même bâtonnier des avocats de l'Indre, tout en restant agriculteur.
Attiré par la politique, il fut brièvement maire de Châteauroux de 1908 à 1909. Pendant la première guerre mondiale, mobilisé pendant quatre ans et demi dans l'infanterie territoriale, il fut promu capitaine en 1915 et revint du front titulaire de la croix de guerre avec trois citations et la Légion d'honneur (13 juillet 1918).   
Dans l'entre-deux-guerres, s'appuyant sur ses qualités de tribun lors des réunions publiques, il fut élu député de l’Indre (1ère circonscription) à trois reprises (de 1910 à 1914, de 1919 à 1924 et de 1928 à 1932), siégeant au centre droit sous l’étiquette « républicain de gauche », battu seulement en 1914, par son cousin, Paul Patureau-Baronnet et en 1932 par Louis Deschizeaux. Dans la minorité du conseil municipal de Châteauroux, il intervint avec énergie pour doter la ville d'un monument aux morts, réalisé tardivement en 1937.  
Par la suite il fut conseiller général du canton d'Ardentes et maire de Saint-Maur.
Il était le frère d'Anselme Patureau-Mirand, également député de l'Indre. Ils reposent tous deux au cimetière Saint-Denis de Châteauroux.
Un buste, saisissant de vérité, de Joseph Patureau-Mirand a été réalisé par le sculpteur Ernest Nivet, ancien praticien de Rodin. 

## Source
- « Joseph Patureau-Mirand », dans le Dictionnaire des parlementaires français (1889-1940), sous la direction de Jean Jolly, PUF, 1960 [détail de l’édition]